# Надя Аспарухова
Надя Михайлова Аспарухова е български политик от Българската комунистическа партия (БКП). За кратко е вицепремиер през 1989 – 1990 г.

## Биография
Надя Аспарухова е родена през 1942 г. в къзълбашкото русенско село Помен като Найде Мехмедова Ферхадова. Завършва руска филология и започва работа като учителка в Ардино. От 1966 г. е член на БКП и секретар на окръжния комитет на Димитровския комунистически младежки съюз в Кърджали. През 1971 г. става член на новосъздадения Държавен съвет, а през 1972 г. – първи секретар на Градския комитет на БКП в Ардино.
След като за кратко е председател на окръжния съвет за изкуство и култура в Кърджали (1978 – 1979), през 1981 г. Найде Ферхадова става секретар на Окръжния съвет на БКП. Остава на този пост и по време на т.нар. Възродителен процес, като променя името си на Надя Аспарухова и публично се изказва в подкрепа на политиката на режима. От 1981 г. е и кандидат-член на Централния комитет на БКП.
През 1986 г. Надя Аспарухова е освободена от Държавния съвет и Окръжния комитет на БКП и става секретар на Комитета на българските жени. На 18 декември 1989 г., малко след Ноемврийския пленум, става заместник-председател на Министерския съвет в правителството на Георги Атанасов и остава на този пост до неговата смяна на 8 февруари 1990 г.